# سعود الخلاقی
سعود الخلاقی (انگلیسی: Saoud Al-Khalaqi؛ زادهٔ ۵ اوت ۱۹۹۳) یک بازیکن فوتبال اهل قطر است.